# Сладкая каша
«Сладкая каша» (нем. Der süße Brei) — сказка братьев Гримм о волшебном горшочке, который был способен сам сварить кашу. По системе классификации сказочных сюжетов Aарне-Томпсона, имеет номер 565: «волшебная мельница».

## Сюжет
В семье бедной девочки, которая живёт вдвоём со своей матерью, стало нечего есть. В лесу девочка встречает старуху, которая дарит ей волшебный горшочек, которому стоит лишь сказать: «Горшочек, вари!», как он сам начинает варить чудесную сладкую пшённую кашу в любых количествах. Для того, чтобы остановить его, стоит сказать «Горшочек, не вари!». 
Однажды, когда девочка ушла из дома, её мать варила кашу, а какие слова надо сказать, чтобы горшочек остановился, забыла. Весь город оказался залит вкусной кашей, пока дочка не вернулась домой и не произнесла нужные слова. К тому времени горшочек наварил уже столько, что проезжающие должны были в каше проедать себе дорогу.

## Анализ и варианты сюжета
Согласно примечанию братьев Гримм, сказка была записана ими в Гессене от Доротеи Вильд. У Эрасмуса Францискиса есть история о кормлении бедных, с которой братья Гримм также были знакомы. В 1530 году Гансом Заксом опубликовано известное видение горы пшена у входа в сказочную страну с молочными реками. Чешская народная сказка со схожим сюжетом под названием «Горшочек, вари!» (чеш. Hrnečku, vař!) была записана писателем, поэтом и этнографом Карелом Эрбеном. Существует также индийская легенда о сосуде, который варил нескончаемую кашу из одного зернышка риса.
Сюжет сказки близок древней легенде о том, что производством вечной пищи может управлять только непорочность. Когда дело касалось произнесения магических формул, то всё зависело от точного, дословного произнесения необходимых слов.
Каша, наряду с хлебом, являлась основным продуктом питания и елась в Тюрингии во время масленицы, чтобы весь год не было ни в чём недостатка. Лутц Рёрих замечает, что упоминание пшена в сказке сохранилось, по-видимому, от средневекового рациона низших классов населения. Мотив сказки связан с таким широко распространённым прежде явлением, как голод. Её сюжет много старше того времени, когда в Европе стал для всех доступен тростниковый (и тем более свекольный) сахар, ранее кашу слегка подслащивали мёдом и фруктами, их естественная сладость придавала каше из пшена вкус. Кроме того, пшено действительно сильно набухает при варке, даже больше чем рис, при варке оно увеличивается в размерах в шесть-семь раз.

## Интерпретации
Надежда на чудо, которое одно может помочь в некоторых случаях, являлась источником бродячих сюжетов, которые долгое время ходили в устной традиции. Весёлая и причудливая картина города, полного каши, была яркой иллюстрацией доктрины: когда кому-то доверены чудеса, вы не должны пытаться присвоить их себе, даже если они исходят от ребёнка, а вы являетесь матерью. Это может привести к неприятностям. То, что в сказке чудом владеет простая девочка, должно было служить укреплению в детях уверенности в себе.
Горшочек для приготовления горячей пищи, подаренный старухой, интерпретируется в психологии как функция архетипа матери. Интерпретация Фриделя Ленца основывается на древнем индийском обозначении солнца и луны, как двух небесных котлов с кашей, которых может достичь только детская душа.
В 1953 году по мотивом чешской народной сказки «Горшочек, вари!» был снят одноимённый мультфильм, режиссёр — Вацлав Бедржих. В 1984 году студией «Союзмультфильм» был выпущен советский рисованный мультипликационный фильм «Горшочек каши», режиссёр — Наталия Голованова.